# Sandrina Illes
Sandrina Illes es una deportista austríaca que compite en duatlón.
Ganó dos medallas en el Campeonato Mundial de Duatlón en los años 2018 y 2019, y dos medallas en el Campeonato Europeo de Duatlón en los años 2018 y 2019. Además, obtuvo dos medallas en el Campeonato Europeo de Duatlón de Media Distancia en los años 2017 y 2018.

## Palmarés internacional
| Campeonato Mundial | Campeonato Mundial     | Campeonato Mundial | Campeonato Mundial |
| Año                | Lugar                  | Medalla            | Prueba             |
| ------------------ | ---------------------- | ------------------ | ------------------ |
| 2018               | Fionia ( Dinamarca)    | Medalla de oro     | Individual         |
| 2019               | Pontevedra ( España)   | Medalla de plata   | Individual         |
| Campeonato Europeo |                        |                    |                    |
| Año                | Lugar                  | Medalla            | Prueba             |
| 2018               | Ibiza ( España)        | Medalla de plata   | Individual         |
| 2019               | Târgu Mureș ( Rumania) | Medalla de plata   | Individual         |

| Campeonato Europeo | Campeonato Europeo       | Campeonato Europeo | Campeonato Europeo |
| Año                | Lugar                    | Medalla            | Prueba             |
| ------------------ | ------------------------ | ------------------ | ------------------ |
| 2017               | Sankt Wendel ( Alemania) | Medalla de bronce  | Individual         |
| 2018               | Vejle ( Dinamarca)       | Medalla de oro     | Individual         |